# Létra
Létra ist eine französische Gemeinde mit 907 Einwohnern (Stand: 1. Januar 2022) im  Département Rhône in der Region Auvergne-Rhône-Alpes. Sie gehört zum Arrondissement Villefranche-sur-Saône, zum Kanton Val d’Oingt und ist Mitglied im Gemeindeverband Beaujolais Pierres Dorées. Die Einwohner werden Létrasiens genannt.

## Geographie
Létra liegt rund 31 Kilometer nordwestlich von Lyon und etwa 22 Kilometer westsüdwestlich von Villefranche-sur-Saône noch im Weinbaugebiet Bourgogne am Azergues. Umgeben wird Létra von den Nachbargemeinden Chamelet im Norden und Westen, Chambost-Allières im Norden, Rivolet im Nordosten, Sainte-Paule im Osten, Ternand im Süden sowie Dième im Westen und Südwesten.

## Weblinks

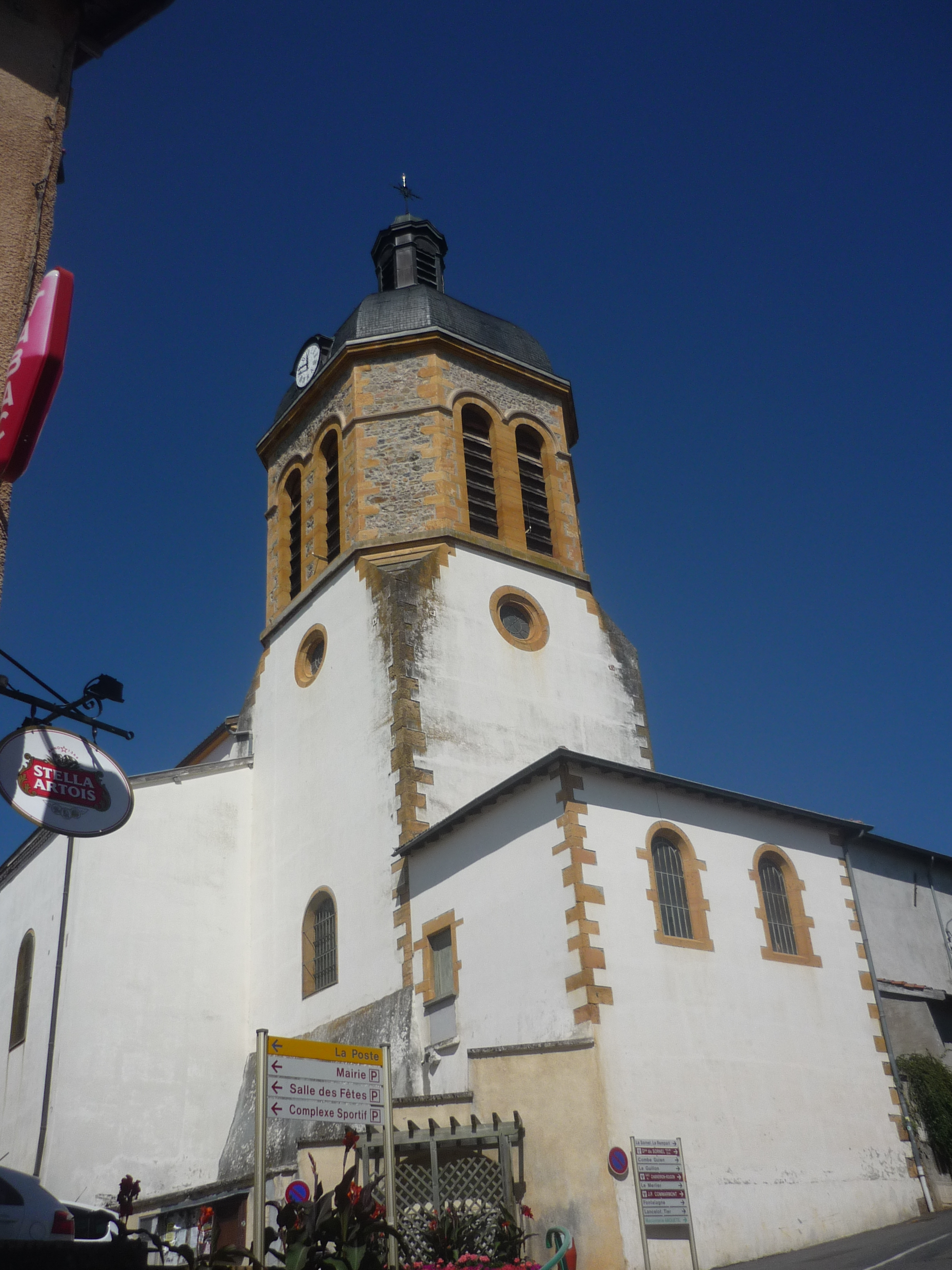
Kirche Saint-Martin

## Bevölkerungsentwicklung
| Jahr                       | 1962 | 1968 | 1975 | 1982 | 1990 | 1999 | 2006 | 2012 |
| Einwohner                  | 508  | 505  | 522  | 566  | 583  | 758  | 769  | 947  |
| Quellen: Cassini und INSEE |      |      |      |      |      |      |      |      |

## Sehenswürdigkeiten
- Kirche Saint-Martin